# ŽBK Sparta&K Oblast Moskou Vidnoje
Zjenskij basketbolnyj kloeb Sparta&K Oblast Moskou Vidnoje (Russisch: Женский Баскетбольный клуб Спарта&К Московская область Видное) is een damesbasketbalteam uit Vidnoje, oblast Moskou welke speelt in de Russische superliga.

## Geschiedenis
Spartak werd opgericht in 2005. Spartak was meteen een van de sterkste teams in Europa. Een van de redenen hiervoor was de verschillende speelsters die, wanneer de Amerikaanse competitie was afgelopen (de WNBA), bij Sparta&K kwamen spelen. Onder andere Lauren Jackson, Sue Bird, Diana Taurasi en Anete Jēkabsone-Žogota hebben in het verleden bij de ploeg uit Rusland gespeeld. In 2006 speelde Spartak in de finale van de EuroCup Women. Ze wonnen van Pays d'Aix Basket 13 uit Frankrijk met 80-65 en 72-66. In 2007 wonnen ze de finale van de EuroLeague Women van Ros Casares Valencia uit Spanje met 76-62. In 2008 wonnen ze de finale van de EuroLeague Women van Gambrinus Sika Brno uit Tsjechië met 75-60. In 2009 wonnen ze de finale van de EuroLeague Women van Perfumerías Avenida uit Spanje met 85-70. In 2009 mocht Spartak aantreden om de FIBA Europe SuperCup Women. Ze wonnen van Galatasaray uit Turkije met 92-59. In 2010 wonnen ze de finale van de EuroLeague Women van Ros Casares Valencia uit Spanje met 87-80. In dat seizoen 2009/10 verloor Sparta&K geen één wedstrijd in de EuroLeague. Ze wonnen zestien Europese wedstrijden oprij. Het is tot op heden het enige team dat vier opeenvolgende keren de Euroleague Women wist te winnen. Ze mogen daarom ook vier gouden sterren op hun shirt dragen. Na de wedstrijd gingen de speelsters en staf gekleed in witte T-shirts waar met rode letters was geschreven: "This is 4 Shabtai", vertaald "dit is de vierde titel voor u, Sjabtaj". Ook won Sparta&K voor de twee keer de FIBA Europe SuperCup Women in 2010. Ze wonnen van Sony Athinaikos Byron uit Griekenland met 70-61. In 2011 speelde Sparta&K weer de finale om de EuroLeague Women. Dit keer werd die gehouden in Jekaterinenburg, de thuisstad van de aartsrivaal van Sparta&K, UMMC Jekaterinenburg. De finale werd dit keer verloren van Perfumerías Avenida uit Spanje met 59-68.

## 2 november 2009
Op 2 november 2009 werd de steenrijke eigenaar van Spartak Sjabtaj von Kalmanovitsj in Moskou vermoord. Zijn weduwe (Anna Archipova) en de burgemeester van Vidnoje hebben toegezegd dat ze Sparta&K financieel zullen blijven steunen.

## Naam
Tot begin december 2009 heette het team "Spartak". Echter vanwege meningsverschillen met de sportvereniging "Spartak" over het gebruik van dit merk, werd het team daadwerkelijk tijdelijk hernoemd tot ŽBK Vidnoje. Sinds eind december 2009, is de clubnaam "Sparta&K", de letter K in de titel - ter nagedachtenis van de vermoorde eigenaar van de club Sjabtaj von Kalmanovitsj.

## Arena
Sparta&K speelde vanaf de oprichting in 2005 tot 2006 al haar thuiswedstrijden in de sporthal van Spartak Noginsk, Sportkompleks Znamja met 3.100 zitplaatsen. Sinds het begin van het seizoen 2006-07 speelde Sparta&K haar thuis wedstrijden in Sportpaleis Vidnoje met 4.000 zitplaatsen.

## Resultaten

### Staafdiagram
Het cijfer in iedere staaf is de bereikte positie aan het eind van de competitie.
| 4 |

| 1 |

| 1 |

| 2 |

| 2 |

| 2 |

| 2 |

| 2 |

| 5 |

| 4 |

| 4 |

| 8 |

| 6 |

| 6 |

| 4 |

| 8 |

| 6 |

| 6 |

| 8 |

| 7 |

| Landskampioen Rusland |

| Landskampioen Rusland |

### Tabel
| Seizoen | Landelijk | Landelijk           | Landelijk | Beker                | Europees | Europees         | Europees          |
| Seizoen | Niv.      | Comp.               | Pos.      | Bekerwinnaar Rusland | Niv.     | Comp.            | Resultaat         |
| ------- | --------- | ------------------- | --------- | -------------------- | -------- | ---------------- | ----------------- |
| 2005–06 | 1         | Russische superliga | 4         | Kwartfinale          | 2        | EuroCup Women    | Winnaar           |
| 2006–07 | 1         | Russische superliga | 1         | Derde                | 1        | EuroLeague Women | Winnaar           |
| 2007–08 | 1         | Russische superliga | 1         | Derde                | 1        | EuroLeague Women | Winnaar           |
| 2008–09 | 1         | Russische superliga | 2         | Tweede               | 1        | EuroLeague Women | Winnaar           |
| 2009–10 | 1         | Russische superliga | 2         | Tweede               | 1        | EuroLeague Women | Winnaar           |
| 2010–11 | 1         | Russische superliga | 2         | Derde                | 1        | EuroLeague Women | Tweede            |
| 2011–12 | 1         | Russische superliga | 2         | Derde                | 1        | EuroLeague Women | Zesde             |
| 2012–13 | 1         | Russische superliga | 2         | Tweede               | 1        | EuroLeague Women | Kwartfinale       |
| 2013–14 | 1         | Russische superliga | 5         | Vierde               | 1        | EuroLeague Women | Kwartfinale       |
| 2014–15 | 1         | Russische superliga | 4         | Tweede               | 2        | EuroCup Women    | Laatste 16        |
| 2015–16 | 1         | Russische superliga | 4         | Tweede               | 2        | EuroCup Women    | Kwartfinale       |
| 2016–17 | 1         | Russische superliga | 8         | Kwartfinale          | 2        | EuroCup Women    | Groepsfase        |
| 2017–18 | 1         | Russische superliga | 6         | Kwartfinale          | 2        | EuroCup Women    | Groepsfase        |
| 2018–19 | 1         | Russische superliga | 6         | Vierde               | 2        | EuroCup Women    | Play-offs         |
| 2019–20 | 1         | Russische superliga | 4         | Kwartfinale          | 2        | EuroCup Women    | Round 8           |
| 2020–21 | 1         | Russische superliga | 8         | Vierde               | 2        | EuroCup Women    | Laatste 16        |
| 2021–22 | 1         | Russische superliga | 6         | Derde                | 2        | EuroCup Women    | kwalificatieronde |
| 2022–23 | 1         | Russische superliga | 6         | Kwartfinale          | -        | -                | -                 |
| 2023–24 | 1         | Russische superliga | 8         | Kwartfinale          | -        | -                | -                 |
| 2024–25 | 1         | Russische superliga | 7         | Kwartfinale          | -        | -                | -                 |

Laatste update: 12 mei 2025.

## Erelijst
- Landskampioen Rusland: 2
  - Winnaar: 2007, 2008
  - Tweede: 2009, 2010, 2011, 2012, 2013
- Bekerwinnaar Rusland:
  - Runner-up: 2009, 2010, 2013, 2015, 2016
- EuroLeague Women: 4 
  - Winnaar: 2007, 2008, 2009, 2010
  - Runner-up: 2011
- EuroCup Women: 1
  - Winnaar: 2006
- FIBA Europe SuperCup Women: 2
  - Winnaar: 2009, 2010

## Bekende (oud-)spelers
| - Svetlana Abrosimova - Natalja Aleksejeva - Anastasia Anderson - Jekaterina Arsenjeva - Jevgenia Beljakova - Jelena Chartsjenko - Jekaterina Fedorenkova - Joelia Gladkova - Marina Goldyreva - Nadezjda Grisjaeva - Maria Kalmykova - Marina Karpoenina - Darja Koerilsjoek - Marina Koezina - Darja Kolosovskaja - Ilona Korstin - Darja Levtsjenko | - Jekaterina Lisina - Raisa Moesina - Valeria Moesina - Darja Namok - Olga Novikova - Kamilla Ogun - Irina Osipova - Anna Petrakova - Tatjana Popova - Albina Razjeva - Jekaterina Roezanova - Tatjana Sjtsjegoleva - Irina Sokolovskaja - - Ksenia Tichonenko - Joelia Tokareva - Maria Tsjerepanova - Maria Vadejeva | - - Natalja Vieru - Lauren Jackson - Linda Fröhlich - Edwige Lawson-Wade - Anastasía Kostáki - Francesca Zara - Vedrana Grgin-Fonseca - Anete Jēkabsone-Žogota - Jurgita Štreimikytė-Virbickienė - Agnieszka Bibrzycka - Ticha Penicheiro - Milica Dabović - Gordana Grubin - Ivanka Matić - Ivana Matović - Jelena Milovanović - Sonja Petrović | - Nika Barič - Sue Bird - Candice Dupree - Sylvia Fowles - Becky Hammon - Alexis Jones - Lisa Leslie - Kelly Mazzante - Janel McCarville - Taj McWilliams - Kelly Miller - - Epiphanny Prince - - Noelle Quinn - Crystal Robinson - Diana Taurasi - Tina Thompson - Tamika Whitmore |

## Bekende (oud-)coaches
- Nedeljko Lazić
- Natália Hejková
- - László Rátgéber
- Pokey Chatman
- Aleksandr Vasin
- Sergej Danilin

## Coaches per seizoen
| seizoen   | coach           |
| --------- | --------------- |
| 2005-2006 | Nedeljko Lazić  |
| 2006-2007 | Natália Hejková |
| 2007-2008 | Natália Hejková |
| 2008-2009 | László Rátgéber |
| 2009-2010 | Pokey Chatman   |
| 2010-2011 | Pokey Chatman   |
| 2011-2012 | Pokey Chatman   |
| 2012-2013 | Pokey Chatman   |
| 2013-2014 | Aleksandr Vasin |
| 2014-2015 | Aleksandr Vasin |

| seizoen   | coach           |
| --------- | --------------- |
| 2015-2016 | Aleksandr Vasin |
| 2016-2017 | Aleksandr Vasin |
| 2017-2018 | Sergej Danilin  |
| 2018-2019 | Sergej Danilin  |
| 2019-2020 | Sergej Danilin  |
| 2020-2021 | Sergej Danilin  |
| 2021-2022 | Sergej Danilin  |
| 2022-2023 | Sergej Danilin  |
| 2023-2024 | Sergej Danilin  |
| 2024-2025 | Sergej Danilin  |

## Vroegere tenue
| 2005-2006 | 2006-2007 | 2009-2010 | 2010-2011 | 2011-2012 | 2012-2013 | 2013-2014 | 2014-2015 | 2019-2020 |

## In Europa

### Europese finales
Sparta&K is een van de succesvolste clubs ooit in Europees verband. Het won viermaal de EuroLeague Women en één keer de EuroCup Women. Slechts twee clubs hebben deze prestatie weten te overtreffen: Daugava Riga en Primigi Vicenza. Verder speelde de club nog een finale die verloren werd. In onderstaande tabel staan de uitslagen van de gewonnen finales vet en van de verloren finales cursief vermeld.
| Seizoen | Competitie       | Tegenstander         | Land | Uitslag                    | Stadion                                                                        |
| ------- | ---------------- | -------------------- | ---- | -------------------------- | ------------------------------------------------------------------------------ |
| 2005/06 | EuroCup Women    | Pays d'Aix Basket 13 | FRA  | 80 - 65 uit, 72 - 66 thuis | Complexe Sportif de La Pioline, Aix-en-Provence / Sportpaleis Vidnoje, Vidnoje |
| 2006/07 | EuroLeague Women | Ros Casares Valencia | ESP  | 76 - 62                    | Sportpaleis Vidnoje, Vidnoje                                                   |
| 2007/08 | EuroLeague Women | Gambrinus Sika Brno  | CZE  | 75 - 60                    | Rosnicka Sport Hall, Brno                                                      |
| 2008/09 | EuroLeague Women | Perfumerías Avenida  | ESP  | 85 - 70                    | Pabellón de Würzburg, Salamanca                                                |
| 2009/10 | EuroLeague Women | Ros Casares Valencia | ESP  | 87 - 80                    | Pabellón Fuente San Luis, Valencia                                             |
| 2010/11 | EuroLeague Women | Perfumerías Avenida  | ESP  | 59 - 68                    | Sportpaleis Oeralotsjka, Jekaterinenburg                                       |

### Overzicht
Sparta&K speelt sinds 2005 in diverse Europese competities. Hieronder staan de competities en in welke seizoenen de club deelnam:
- EuroLeague Women

2006/07, 2007/08, 2008/09, 2009/10, 2010/11, 2011/12, 2012/13, 2013/14
- EuroCup Women

2005/06, 2014/15, 2015/16, 2016/17, 2017/18, 2018/19, 2019/20, 2020/21, 2021/22